# بركة العنزية
بركة العنزية هي معلم أثري عباسي يقع في مدينة الرملة بفلسطين. تُعد من أهم المجمعات المائية التاريخية في المنطقة، وتميزت بأقواسها ذات الرأس المحدد، وهي شاهدة على تطور العمارة الإسلامية في العصر العباسي.

## التسمية
تُعرف البركة بعدة أسماء منها بركة العنزية وهي نسبة إلى استخدامها في ري الماشية والماعز، وبركة الخيرزان وذلك تيمنًا باسم والدة الخليفة هارون الرشيد، التي كانت تنفق أموالها في أعمال البر والعمران، سُميت ايضاً بركة هيلانة وذلك لإعتقاد الصليبيين أن الإمبراطورية الهيلانة هي التي أمرت ببنائها، كما أطلق عليها اسم بركة الأقواس وذلك بسبب تصميمها المعماري الذي يحتوي على العديد من الأقواس.

## التاريخ
بُنيت البركة عام 789م, خلال فترة حكم الخليفة العباسي هارون الرشيد. كانت تهدف إلى تخزين المياه في تلك الفترة.

## العمارة
تتميز البركة بتصميم هندسي فريد ومدروس، حيث جمعت بين المتانة والقوة والجمال، وقد أظهر بنّاؤها قدرة العمارة الإسلامية في ذلك الوقت على إيجاد حلول لمواجهة الظروف البيئية والجغرافية، ما جعلها تحتفظ بجمالها حتى هذا الوقت دون أي تغيرات، تقع البركة تحت سطح الأرض، يبلغ طولها 21.17 مترًا وعرضها 19.82 مترًا، وارتفاعها يصل إلى 9 أمتار، فتبلغ مساحتها ما يقارب 500 متر مربع، وتظهر هذه الأبعاد قدرة المعماريين العباسيين على إنشاء منشأت مائية متينة وفعّالة ، وتجاوزت هذه البنية العمرانية هزات الأرض والتغيرات المناخية، لتظل شاهدًا حيًّا على إرث العمارة العباسية، ورمزًا لتفوقها في الهندسة المعمارية، وعلى الرغم من محاولات الاحتلال الإسرائيلي للتلاعب بالتراث الفلسطيني، بقيت بركة العنزية تشهد على قوة التراث والثقافة الإسلامية للأرض الفلسطينية، بالنقوش والأثر التاريخي.

## الأهمية الثقافية والسياحية
تُعد البركة من المعالم التاريخية البارزة في الرملة، خضعت البركة لترميمات في زمن الاحتلال البريطاني لفلسطين، وفي عام 1960 قامت بلدية الرملة بتنظيف البركة، وحوّلتها إلى موقع سياحي وأعادت ملأها بالماء، ووضعت فيها القوارب، وباتت موقعًا سياحيًّا يجذب الزوار المحليين والسياح، إذ يستطيع السائح أن يدخل إلى البركة عبر عدة درجات، ويتاح له فرصة عبور المياه بالقوارب. سعت سلطات الاحتلال الإسرائيلي إلى التحكم في بركة العنزية والسيطرة عليها كجزء من محاولتها للتلاعب بالمعالم الأثرية في المنطقة، غير أن جهود تهويد هذا المعلم العباسي بتحويله إلى أثر يهودي باءت بالفشل، بفعل النقوش الموجودة عن تاريخ إقامتها، ومن أمر ببنائها.